# ハンス＝ウルリッヒ・ルーデル
ハンス＝ウルリッヒ・ルーデル（Hans-Ulrich Rudel, 1916年7月2日 – 1982年12月18日）は、第二次世界大戦中のドイツ空軍の軍人（航空機操縦員、幕僚将校）。
ヨーロッパ東部戦線（独ソ戦）において、ソ連戦車500両以上と800台以上の車両を撃破する戦果を挙げた。しかもこれは確認できた戦果であり、実際には無断で出撃したり部下に戦果を譲ることがあったとされるため、正確な数は不明である。また、少なくとも9機を空中戦で撃墜しているためエース・パイロットの一人にも数えられる。これらの戦功から、騎士鉄十字章の最高位の「黄金柏葉剣付ダイヤモンド騎士鉄十字勲章」を授けられた。なお、この勲章の受章者はルーデルただ一人である。
フェルディナント・シェルナー陸軍元帥からは「一人で一個師団の価値がある」と評された。ルーデル自身はナチ党員ではなかったが、戦後においてヨーゼフ・メンゲレなどナチス戦犯の庇護に協力し、ネオナチの前身たるドイツ帝国党のメンバーであったことから典型的なネオナチ活動家と見なされている。

## 生涯

### 誕生から開戦まで
ルーデルは1916年7月2日、プロイセン王国東部・ニーダーシュレージエンのコンラーツヴァルダウ（Konradswaldau）で生まれた。父のヨハネス・ルーデルはルター派教会の牧師であり、その地域の教区長を務めていた。また、インゲボルク（Ingeborg）とヨハンナ（Johanna）という2人の姉がいた。8歳の頃に母親（マルタ・ルーデル）からもらったパラシュートの玩具で遊んでいる内に空を飛ぶことに興味を持ち、パイロットを目指し始めた。この時期には、父の任地変更のため転校が度々あった。ラウバン（現ポーランド領ルバン）の人文系ギムナジウムに通ってアビトゥーアに合格した後、1936年12月に士官候補生としてベルリン近郊ヴィルトパーク・ヴェルターのドイツ空軍学校に100倍の競争率を突破して入学。戦闘機乗りを希望していたが、卒業前に学内で流れた「卒業生は全員爆撃隊に編入されることになる」という噂と、卒業間近にバルト海沿岸の高射砲学校を訪れた際に、偶然その場に居合わせたゲーリングの「われわれは、新編成のシュトゥーカ爆撃隊のため、多くの青年将校を必要としている」という演説を聞かされたことですっかり噂を信じ込み、急降下爆撃隊に志願している。しかし、実際には卒業生のほとんどが希望した戦闘機隊に配属された。1938年6月にグラーツの第168急降下爆撃航空団第I飛行隊（I./Stuka-Geschwader 168、I./StG 168）に配属されることとなった。しかし、偵察隊に転属することになり、偵察機のパイロットとしてヒルデスハイムの空軍偵察訓練校で偵察写真撮影航法の訓練を受け、1939年1月に第121長距離偵察飛行隊（Fernaufklärungsgruppe 121、FAGr 121）に転属している。自伝によれば、これはStG 168の中隊長が“偏屈者”の厄介払いの為に転属させたのだと述べている。

### 第二次世界大戦

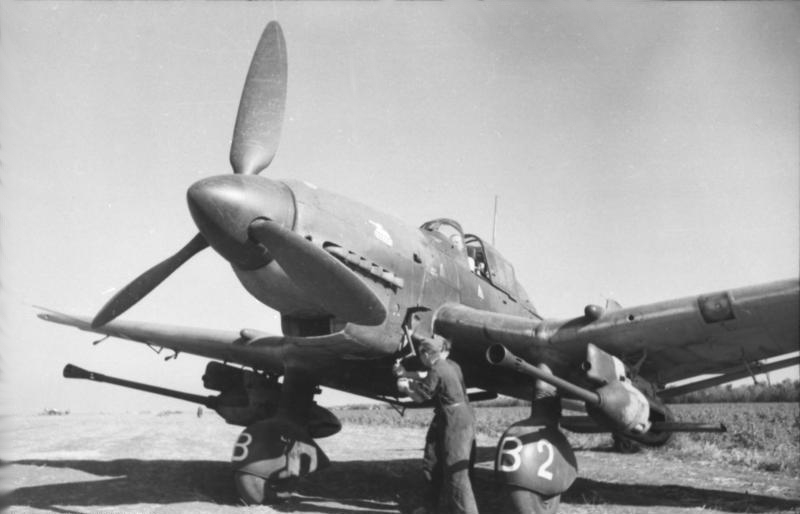
1943年10月、ロシアのクリボイ・ログ地区から出撃するルーデル大尉（当時）のJu87G-1。

第二次世界大戦には少尉としてプレンツラウの第121軍第2軍地区偵察大隊に所属し、ポーランド戦役に遠距離偵察隊員として従軍した。1939年10月11日に二級鉄十字章を受章。1940年5月、フランス侵攻が開始されるも、このときはウィーンのスタンメルスにある訓練航空部隊に副官として配属されていたため、戦闘には参加できずにいた。フランス戦が終わる頃になって、ようやくカーンの第3急降下爆撃航空団第I飛行大隊（I./Stuka-Geschwader 3、I./StG 3）への転属が実現したが、バトル・オブ・ブリテンには急降下爆撃機パイロットとしての転換訓練の最中であったため、作戦には参加していない。また、この時期は技量未熟なパイロットとみなされており、一時期グラーツに戻され急降下爆撃訓練を続けている。1941年4月のバルカン侵攻、さらにその後のクレタ島侵攻に参加したときも、地上待機の予備パイロットであった。この境遇を著書『急降下爆撃』では「出撃命令でエンジンが唸り出すたびに、拳を耳につめこみたくなる。シュトゥーカ隊は、クレタで歴史を作っている。そう思って、私は口惜しさに男泣きに泣いた」と述べている。この出来事が原因で、後に上官からの休暇命令に背いてまで出撃を重ねるようになったと言われている。
ルーデルはバルバロッサ作戦において1941年6月23日に急降下爆撃隊員として初の戦闘を経験し、1941年7月18日に一級鉄十字章を受章、急降下爆撃機ユンカースJu 87シュトゥーカを駆って、終戦まで東部戦線（独ソ戦）で戦い抜いた（戦績は後述）。
- 「何度も乗機を撃墜され、捕虜になりかけた（当時彼の首にはソ連軍によって賞金が懸けられていた）」
- 「出来る限り休暇を減らして出撃回数を増やすよう上司に嘆願し、そのために書類を偽造した」
- 「撃墜されて満身創痍で基地に帰ったのに、そのまま再出撃しようとしたりした」

という逸話が数多く残っている。1945年2月8日、ルーデル5回目の負傷のときには、ソ連軍の40 mm高射機関砲により右足を失う（このとき、後部銃手のガーデルマンが、「気絶している暇があったら操縦桿を引け」と怒鳴り続けたという）。しかし、ルーデルは、治療期間中にソ連軍を攻撃できないことの方が悔しいと涙ながらに訴えている。彼は負傷が完治する前に病院を抜け出して部隊に戻り、特注した義足をつけて再び戦線に復帰した。
全国防軍将兵の中で唯一「黄金柏葉剣付ダイヤモンド騎士鉄十字勲章」を授与された人物でもある。最終階級は大佐。部下からは「シュトゥーカ大佐」と呼び慕われた。アドルフ・ヒトラー総統は、英雄であるルーデルの死が敵の宣伝に利用されることを恐れ、再三地上勤務に移るように要請したが、本人は全て断っている。また、彼は前述の勲章を授与される際、条件として二度と地上勤務を要請されないことを挙げた。
ドイツの敗戦後はアメリカ軍に投降したが、ソ連軍へ引き渡されず無事に戦後を迎えた。

#### 記録
- 1939年 10月11日：二級鉄十字章を受章。
- 1940年 春：第3急降下爆撃航空団第I飛行大隊（I./Stuka-Geschwader 3、I./StG 3）に転属する。
- 1941年 4月：第2急降下爆撃航空団第I飛行大隊（I./Stuka-Geschwader 2、I./StG 2）に転属。
- 1941年 6月23日：Ju 87で急降下爆撃隊として初出撃。
- 1941年 7月18日：一級鉄十字章を受章。
- 1941年 8月1日：第2急降下爆撃航空団第III飛行大隊（III./Stuka-Geschwader 2、III./StG 2）に転属。
- 1941年 9月23日：後部機銃手アルフレート・シャルノヴスキー伍長戦死。その後エルヴィン・ヘンシェル兵長が後部機銃手に着任。
- 1941年 12月7日：ドイツ黄金十字章を受章。
- 1941年 12月末：出撃回数が400回を突破。
- 1942年 1月6日：騎士鉄十字章を受章。
- 1942年 春：オーストリア、グラーツの補給大隊に一時転属。このとき牧師として村の教区長を務めていた父の勧めにより、同郷の幼馴染の女性と結婚。翌年には息子が生まれる[15]。
- 1942年 11月：出撃回数が650回を突破。
- 1943年 2月10日：ドイツ空軍パイロットで初めて出撃回数が1000回を突破。
- 1943年 4月1日：大尉に昇進。乗機をJu 87Gに変更。
- 1943年 5月10日：柏葉騎士鉄十字章を受章。
- 1943年 7月19日：第2急降下爆撃航空団第III飛行大隊長（III./Stuka-Geschwader 2、III./StG 2）に任命される。
- 1943年 9月：戦車撃破数が100輌を突破。
- 1943年 10月：出撃回数が1,500回を突破。
- 1943年 11月25日：剣付柏葉騎士鉄十字章を受章。同じくして、エルヴィン・ヘンシェルも出撃回数が1000回を突破したことにより騎士鉄十字章を授与される。
- 1944年 3月1日：少佐に昇進。
- 1944年 3月13日：ドニエステル河近郊でLa-5を撃墜。この日交戦した相手はソ連軍エース・パイロットでソ連邦英雄の一人である、レフ・リボービチ・シェスタコフ大佐（最終撃墜数23機（共同撃墜数42機））であったとされる。後部機銃手のガーデルマンが撃墜したか、ルーデル機が急旋回した際の後流に煽られ墜落したと考えられている。
- 1944年 3月20日：後部機銃手エルヴィン・ヘンシェル兵長戦死。
- 1944年 3月22日：ロートマン一等軍曹が後部機銃手に着任。
- 1944年 3月26日：この日17輌の戦車を破壊。このとき出撃回数は1,800回を超え、戦車撃破数は202輌となる。
- 1944年 3月27日：国防軍軍報に初出演。
- 1944年 3月28日：国防軍軍報に2回目の出演。
- 1944年 3月29日：ヒトラー総統より宝剣付柏葉騎士鉄十字章を受章。
- 1944年 5月：エルンスト・ガーデルマン軍医大尉（当時）が後部機銃手に着任。
- 1944年 6月1日：出撃回数が2,000回を突破。
- 1944年 6月3日：国防軍軍報に3回目の出演。
- 1944年 8月1日：第2地上攻撃航空団司令（Schlachtgeschwader 2、SG 2）に着任。
- 1944年 8月6日：国防軍軍報に4回目の出演。
- 1944年 9月1日：中佐に昇進。
- 1944年 11月：撃墜され太腿部を負傷、ガーデルマンも肋骨3本を折る重傷を負う。帰還後、ギプスをつけたまま任務に復帰。
- 1944年 12月29日：ヒトラーより宝剣付黄金柏葉騎士鉄十字章を受章。大佐に昇進。
- 1945年 1月：ハンガリーより最高のハンガリー武功章である勲功メダルを受章[16]。
- 1945年 2月：戦車撃破数が500輌を突破。
- 1945年 2月8日：フランクフルト・アン・デア・オーダー近郊においてソ連軍の40mm対空砲弾が右脚に直撃し切断。以後義足を装着。
- 1945年 2月10日：国防軍軍報に5回目の出演。
- 1945年 3月25日：病院を退院する。
- 1945年 3月31日：戦線に復帰。エルンスト・ニールマン中尉（当時）が後部機銃手に着任。
- 1945年 5月7日：ドイツの無条件降伏を知る。その後残存航空部隊（編成は下記の表を参照）を率いてソ連軍の包囲網をJu87で脱出し、バイエルン州キッチンゲンにあるアメリカ陸軍航空軍第405戦闘大隊の基地に着陸して投降。Ju87の最後の飛行[17] とされている。

| 機体名        | 機体番号 | 機体マーキング    | 所属部隊                              | 搭乗員 |
| ------------- | -------- | ----------------- | ------------------------------------- | --- |
| Ju87G-2       | 494 110  | <- + -（黒色）    | 第2地上攻撃航空団本部小隊             | ハンス＝ウルリッヒ・ルーデル大佐（操縦手） エルンスト＝アウグスト・ニールマン大尉（後部機銃手）                                                                                          |
| Ju87D-5       | 不明     | T6 + VU（色不明） | 第2地上攻撃航空団第10飛行中隊         | ハンス・シュウィルブラット中尉（Hans Schwirblat、操縦手） ※「ルーデルの影」と呼ばれたパイロット。左足が義足であった。出撃回数831回、騎士鉄十字章受章（1944年7月20日） 不明（後部機銃手） |
| Ju87D-5       | 不明     | T6 + TU（色不明） | 第2地上攻撃航空団第10飛行中隊         | 一等軍曹（氏名不明） 二等軍曹（氏名不明） 民間人の女性 |
| Fw190A-8      | 171 189  | << + -（黒色）    | 第2地上攻撃航空団第II飛行大隊本部小隊 | カール・ケンネル少佐（Karl Kennel） ※第II飛行大隊長、出撃回数957回、撃墜34機、柏葉騎士鉄十字章受章（1944年11月25日）                                                                     |
| Fw190A-6      | 550 503  | 2 + -（白色）     | 第2地上攻撃航空団第4飛行中隊          | 不明 |
| Fw190F-8      | 585 584  | 9 + -（白色）     | 第2地上攻撃航空団第4飛行中隊          | 不明 |
| Fw190F-8      | 583 234  | 12 + -（白色）    | 第2地上攻撃航空団第4飛行中隊          | 不明 |
| Fw190AまたはF | 不明     | 5 + -（黒色）     | 第103地上攻撃航空団第II飛行大隊       | クルト・ラオ大尉（Kurt Lau） ※第103地上攻撃航空団第II飛行大隊長、出撃回数897回、戦車撃破約80輌、撃墜2機、騎士鉄十字章受章（1944年6月4日）                                                |

他に、Fw190のどれかの機体（おそらく585 584号機）に、もう一人搭乗していた。将校6人、下士官6人、民間人1人の脱出行であった。なお、ルーデルらはアメリカ側がこれら機体を使用することを防ぐために、着陸の際にわざと主脚を折るようにしている（Ju87D-5:T6 + TU機は通常の着陸を行ったが、これは民間人女性を同乗させていたためだと考えられている）。

### 大戦後
戦後は拘留されるが、戦争犯罪に該当するものもなかったため、1946年4月フュールトの軍人病院からの退院をもって釈放される。しかし、ドイツ敗戦により軍は解体されており、この時期はヴェストファーレン州のゲルスフェルトで輸送関係の仕事に就いている。
転機が訪れたのは、多くの元ドイツ空軍関係者へ宛てたアルゼンチン政府による非公式の招待状を受け取ってからである。招待されたドイツ空軍関係者には、ルーデルの他にも元ドイツ空軍総監であるアドルフ・ガーランド中将、第200爆撃航空団（Kampfgeschwader 200：KG 200）を率いて終戦まで特殊作戦に従事したヴェルナー・バウムバッハ大佐、フォッケウルフ社の主任設計者であるクルト・タンク博士らがいた。しかし、当時ドイツからアルゼンチンまで直接行く手段はなかったため、まずアルプス山脈を越えスイス、イタリアへと赴き、ローマで国際赤十字の発行する渡航文書を入手して1948年6月に南米アルゼンチンに渡った。この旅にはルーデルの親友であり、終戦時第2地上攻撃航空団第I飛行大隊長（I./SG2）であったヘルべルト・バウアー少佐（Herbert Bauer、出撃回数1071回、撃墜数11機、戦車撃破数51輌。柏葉騎士鉄十字章受章（1944年9月30日）。この後ブエノスアイレスに定住し、実業家として成功した）と、終戦期を共に過ごした5代目後部機銃手のエルンスト・ニールマン大尉も同行している。
1950年にルーデルは、最初の妻ウルスラと離婚した。ニュース雑誌デア・シュピーゲルは離婚の理由の一つに、ダイヤモンド付き柏葉章等のルーデルの勲章の幾つかをアメリカのコレクターに売ったことを挙げ、さらにアルゼンチンへの移住を拒否したこともあるとした。なお、同誌は1951年3月27日にウルスラが勲章を売却したことを否定し、またそうする意思のなかったことを掲載している。
アルゼンチン到着後はアルゼンチン航空機産業の顧問に任命され、コルドバの航空技術研究所 (Instituto Aerotécnico) で勤務しつつ、時の独裁者フアン・ペロンとその妻のエバ・ペロンや、パラグアイの独裁者アルフレド・ストロエスネルの親友となった。両独裁者の間を取りもち、両国の経済開発計画にも関与している。また、草創期のアルゼンチン空軍の士官学校において、ルーデルは教官として幹部候補生に操縦法や低空飛行による航空戦闘技法を教え込んでいる（この幹部候補生の中に、フォークランド紛争当時の空軍司令官であるバシリオ・ラミ・ドソがおり、一部の日本の創作作品の解説では低空侵入からのミサイル攻撃などにルーデルの教えが受け継がれたとされているが、実際にはフォークランド紛争で対艦ミサイルを使用して活躍したシュペルエタンダールの海軍パイロット達はその開発国であるフランスで訓練を受けている）。
アルゼンチンでは、ルーデルはナチスの戦犯救済組織「Kameradenwerk」を設立した。著名なメンバーには、戦争犯罪容疑でソ連からスウェーデンからの引き渡しを要求されていた親衛隊将校ルートヴィヒ・リーンハルト、クラスノダールでの戦争犯罪で10年の刑を宣告されたゲシュタポ隊員Kurt Christmann、 オーストリアの戦犯フリドリン・グースとチリのドイツのスパイ、アウグスト・ジーブレヒトなどが含まれていた。この組織はアルゼンチンに逃亡していたAnte Pavelićなど、国際的に指名手配されている他のファシストとも緊密な連絡関係を維持していた。アルゼンチンに逃亡したこれらの戦犯に加えて、Kameradenwerkは、ルドルフ・ヘスやカール・デーニッツを含むヨーロッパで投獄されているナチスの犯罪者たちにも、アルゼンチンから食料の小包を届けたり、時には訴訟費用を支払ったりして支援した。また、アルゼンチンでルーデルはヨーゼフ・メンゲレと知り合うことになった。1957年には、ルーデルとメンゲレは移動式ガス室の発明者Walter Rauffに会うために一緒にチリへ旅行している。
1960年にルーデルは、元武装親衛隊で彼の運転手として働いていたWillem Sassenとともに、メンゲレのブラジル移住を支援した。
戦後の人生は実業家（武器販売・コンサルタントやシーメンス社のロビイスト、フォッケウルフ社のアドバイザー）の傍ら、戦時中に片足を失ったにもかかわらずテニスや水泳、スキーの競技会などで好成績を収めたスポーツ愛好家であった。特にアルペンスキーでは南米選手権において優勝するなどしている。一方、趣味として登山も嗜み、南米に於いてアンデス山脈の多くの山々に登った。これには南米最高峰であるアコンカグア（標高6,962 m）も含まれている（1951年12月31日）。また、世界で5番目に高い活火山であるユーヤイヤコ（LlullayYacu、6,723 m）にも三度登っている。一度目の登頂（1953年3月31日）の際にはルーデルは滑落し氷壁を400 m落下するも、幸運にも雪だまりに飛び込んだためわずかな打撲や痣のみで事なきを得ている。この一度目の登頂は成功に終わり、フアン・ペロンは個人的にこの功績を讃えた。二度目の際には第2地上攻撃航空団（SG 2）の元同僚であるマックス・ダインス（Max Dainz、第8中隊所属、出撃回数409回、ルーデルと同じくコルドバの航空技術研究所に勤めていた）と、写真家であるエルヴィン・ノイベルト（Erwin Neubert）と共に登山するも、途中でノイベルトが滑落死したことで遠征は中止となった。ルーデルはそれからわずか10ヶ月後に再登頂し、ノイベルトの遺体はルーデルによって引き揚げられ、ユヤイヤコの山頂に埋葬された。
ルーデルはアルゼンチンにおいて、スポーツや登山の傍ら空いた時間を使って回想録を執筆しており、それは1949年11月に『急降下爆撃』Trotzdem として出版されている。戦闘の記録ではあるが、共産主義への嫌悪とヒトラーを尊敬する内容が散見される。Trotzdemは世界各国で翻訳され、総発行部数は100万部以上を記録した。Wir Frontsoldaten zur Wiederaufrüstung, Dürer-Verlag, Dolchstoß oder Legende?  ではヒトラー暗殺計画を非難し、先の大戦はドイツの生存権のための戦争だったと擁護している。
1953年にアルゼンチン政府との契約が終了した後、ルーデルは西ドイツに帰国し、ネオナチ民族主義政党であるドイツ帝国党（1950年結党、1866年結党の同名政党とは異なる） の主要メンバーになった。同年のドイツ連邦議会選挙にも出馬しているが、ルーデルは政治演説中に「独ソ戦で西側諸国はドイツを軍事支援するべきだった」と主張し、それが当時におけるドイツ極右勢力の逆鱗に触れることとなり、Die Zeitの編集長であるJosef Müller-Mareinはルーデルを「飛行隊なき戦隊司令官」「ヒムラーの信奉者」とこきおろす記事を掲載している。結局連邦議会議員には選出されず、その後はオーストリアのクーフシュタインに移り住んでいる。1965年、ルーデル49歳のときに28歳年下のドイツ人女性ウルスラ（Ursula. 1944年生誕、当時21歳）と再婚し、のちに息子クリストフ（Christoph）をさずかった。また、同年5月22日には、ルーデルの努力によってギーセンの北の丘に第2地上攻撃航空団（SG 2）の戦死・行方不明のパイロットや整備兵を弔う記念碑を建立している。1970年4月26日、ルーデルはオーストリアのホッホフーゲン（Hochfugen）でのダウンヒルの練習中に、重度の脳卒中を引き起こす。医師の懸命の治療によって一命を取り留めるも、当初は歩くことすら危ぶまれる状態であった。しかし、日々のリハビリと精神力によって、再びスキーや水泳などスポーツがこなせるまでに回復した。1976年には、ルーデルが招かれたドイツ連邦軍の集会における出来事が物議を醸し、招いた将軍であるカール・ハインツ・フランケ少将とヴァルター・クルピンスキー中将が退役に追い込まれた（ルーデルスキャンダル）。1976年10月には、アメリカのフェアチャイルド社がルーデルを対戦車戦闘セミナーに招いている。1976年10月21日に出版されたアイラ・レヴィンの小説『ブラジルから来た少年』では、メンゲレが所属するネオナチ組織の頭目として登場し、名前だけの出番ではあるが、主人公に組織の計画を暴かれることを危惧しメンゲレへ人づてに警告を与える役回りであった。

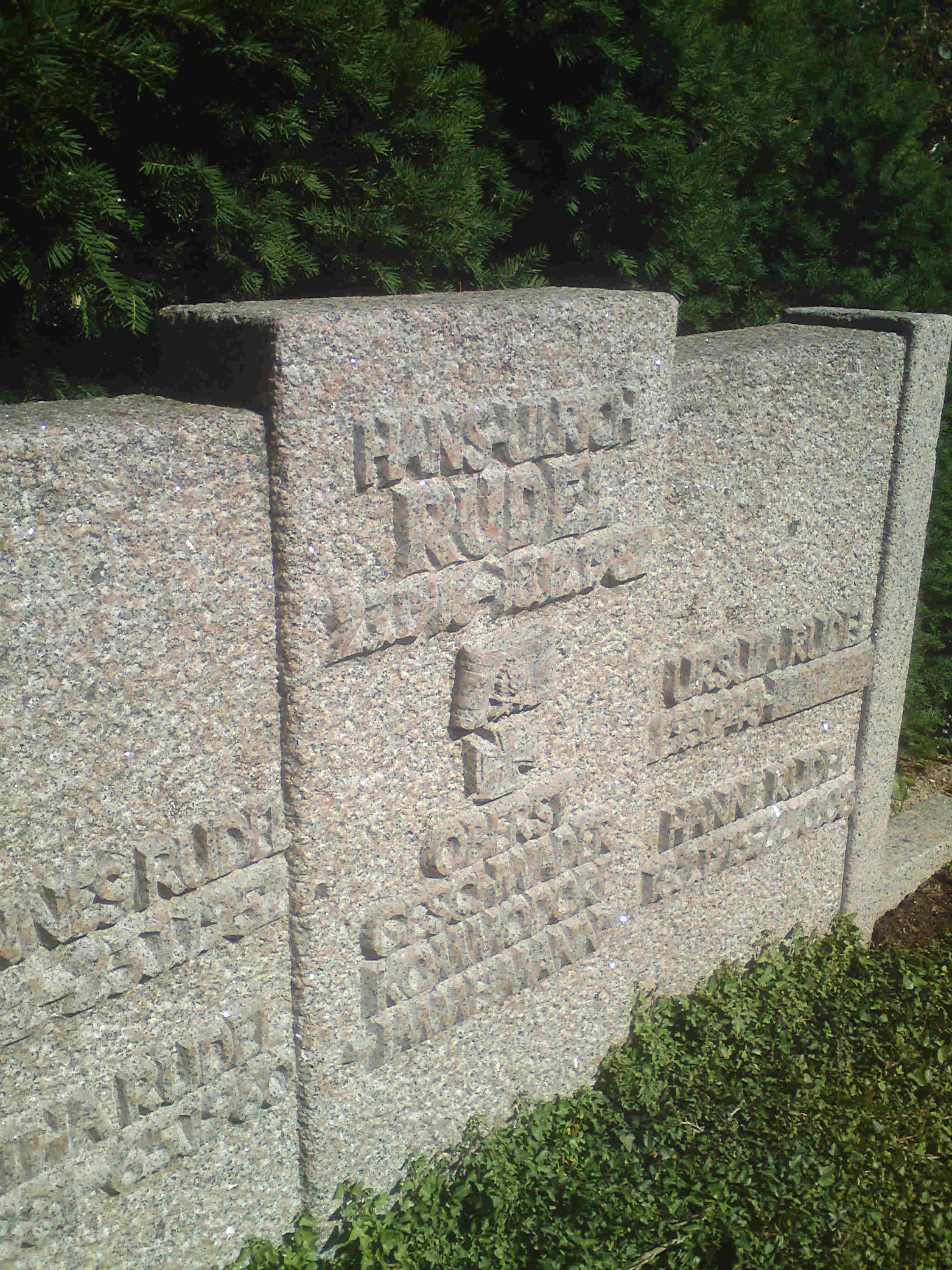
ドルンハウゼンにあるルーデルの墓

1977年に2度目の離婚をした後、ルーデルはUrsula Bassfeldと再婚した。1982年12月にルーデルは新たな脳内出血を起こし、12月18日に西ドイツのローゼンハイムの病院にて死去した。葬儀の際にはドイツ連邦空軍のF-4戦闘機2機とF-104戦闘機1機が周辺を低空飛行したとの目撃情報があった。追悼目的説が流れたが、国防省は調査報告書にて、問題の時刻には通常の訓練飛行が行われていたこと、軍用機は指定されたコースを逸脱しておらず、町からかなり離れた空域を通過したと否定した。また、多くの退役軍人が参列した他、故人が大戦の英雄であるため、ネオナチも押しかけ、公然とドイツの国歌の1番 (ナチスドイツ時代唯一の公式歌詞)や戦時中の軍歌が高歌放吟されたり、ナチス式敬礼が行われるなど騒然となった。撮影された写真から2000人近い参列者のうち4人がナチス式敬礼をしているのが確認され、検察庁は刑法第86a条(「違憲な組織の標章の頒布・公然使用等の禁止」) に従って捜査した。遺体は1982年12月22日にタイレンホーフェン市のドルンハウゼン地区に埋葬された。元ナチスドイツ軍人ということもあり、墓所の正確な位置は公表されていない。

## 戦績
以下は公式の記録であるため、実際の数値はこれより多いとされる。なお艦艇の撃沈記録については、彼一人の戦果ではなく共同戦果である。
- 出撃回数 2,530回（うち、Fw 190FやFw 190D-9での出撃が430回）
- 被撃墜回数 30回
- 戦闘による負傷 5回

戦果
- 戦車 519輌（この数は戦車部隊一個軍団を撃滅したのに相当する）
- 装甲車・トラック 800台以上
- 火砲（100 mm口径以上） 150門以上
- 装甲列車 4両
- 戦艦 1隻（マラート）（ルーデルの爆撃によって2番主砲塔より前部（一番主砲塔・艦橋・一番煙突含む）を失い大破着底。マラートはこの後も残った砲を用いて戦闘に参加するも、ドイツ軍地上部隊からの砲撃もあって1942年末までにすべての主砲を下ろし半ば放棄されている。終戦後数年を経て浮揚・修理された）
- 嚮導駆逐艦 1隻
- 駆逐艦 1隻
- 上陸用舟艇 70隻以上
- 航空機 9機（戦闘機 2、爆撃機 5、その他 2。9機のうち1機はJu87G型の37mm砲によって撃墜されたものである）

受章勲章

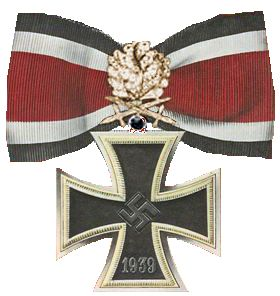
ルーデルは唯一の黄金柏葉剣付ダイヤモンド騎士鉄十字勲章受賞者である。

- 騎士鉄十字章（出撃回数400回、戦艦マラート撃沈の功による）
- 柏葉付騎士鉄十字章（出撃回数1000回による）
- 柏葉剣付騎士鉄十字章（出撃回数1600回による）
- 柏葉剣付ダイヤモンド騎士鉄十字章（出撃回数1800回、戦車撃破数200輌による）
- 黄金柏葉剣付ダイヤモンド騎士鉄十字勲章（出撃回数2400回、戦車撃破数463輌による）
- 金・ダイヤモンド付空軍前線飛行章（2000回出撃記念ペナント付）
- 航空戦での特別の戦果を讃える名誉杯
- 戦傷章金章
- 金・ダイヤモンド付パイロット兼観測員章
- ドイツ十字章金章
- 二級・一級鉄十字章
- 勲功章 （ハンガリーより）
- 武勇章銀章 （イタリアより）

ルーデルの残した記録は並はずれて高いため往々にして伝説めいて語られるが、これらの戦績はあくまで公式記録に基づくものである。というのも、戦友らの証言によればルーデルは仲間たちの評価を上げるために自らの戦果を他人の戦果として申告させていたといい、この証言に従えば実際の戦果は公式記録より多い事になる。また彼は、負傷した際も病院からこっそり抜け出しては出撃して戦列に紛れていたため、実際に挙げた戦果はさらに多かったものと思われる。
また、右足を切断するというパイロット生命に関わる事態が起こったことで、退院後、部隊に戻ってからは航空団司令として地上勤務に就いていると上層部には思われていた。そのため、部隊を率い4月から終戦までに30輌以上の戦車を確実に破壊したと言われる戦果も、公式戦果として認められているのは3輌のみである。
こうした戦績から、ルーデルは様々な人物に評されている。戦争末期に中央軍集団を率いたフェルディナント・シェルナー元帥は「ルーデルは一人で一個師団の価値がある」と述べており、ルーデルの航空支援に全幅の信頼を置いていた。ハインリヒ・ヒムラーによって彼の指揮下からルーデルが異動させられた際には、「（航空支援なしで）小銃のみで戦線を維持できるとでも思っているのか！」と怒り、わめき散らしたという。
フランスの撃墜王であるピエール・クロステルマンは、ルーデルについて「なんと残念なことか、彼が我が軍の側でなかったということは！ 」と述べている。戦後知り合ったルーデルとクロステルマンは非常に親しい友人同士となり、お互いの家をよく訪れる間柄にまでなった。こうした関係から、クロステルマンは戦後に生まれたルーデルの息子であるクリストフの代父となっている。
また、ドイツ空軍トップエースのエーリヒ・ハルトマンは戦後ルーデルの戦績について「自分は複数のチームで戦っているから、それで真似することはできる。だがルーデル個人の真似はできない。誰もできやしない」と述べている。
ルーデルによる実際の戦果・撃破数は現在も分かっていない。

## ルーデルの相棒
Ju 87は複座機で、後席は機銃手席となっているが、著書「急降下爆撃」によるとルーデルのJu 87でそこに座った機銃手の中で名前が判明しているのは全員で5人いる。ここで紹介する後部銃手は第2急降下爆撃航空団に所属してからの人物である。それ以前の部隊では転属が多かったため相棒といえるような銃手を持ちうる機会が無く、実質この5人が（ロートマンは厳密には違うが）「相棒」であったといえる。

### アルフレート・シャルノヴスキー
アルフレート・シャルノヴスキー（Alfred Scharnowski）は1941年9月23日の戦艦マラート攻撃時まで座っていた機銃手。ルーデル所属大隊では最年少であったが非常に冷静沈着な性格の持ち主で、彼を怒らせる事は不可能なことだと仲間内で言われるほどであった。ソ連軍のキーロフ級巡洋艦「キーロフ」の攻撃命令が出された時、出撃準備中に大隊長機が故障したため、代わりにルーデルの乗機を譲ることになった。大隊長ステーン大尉はルーデルの恩師でもあり、緊急を要する事態であったので、大隊長機の後部機銃をシャルノヴスキーが担当した。しかし攻撃中、二人の乗る機体は方向舵に直撃弾を受け操縦不能となり、キーロフに体当たり攻撃を仕掛けるも墜落、戦死する。最終階級は伍長。

### エルヴィン・ヘンシェル
エルヴィン・ヘンシェル（Erwin Hentschel）はシャルノヴスキーの後任の機銃手。1917年10月29日生まれ。ドイツ・フェクラブルック郡・ニーダータールハイム出身。最終出撃回数も1,480回を記録しており（この数字は、地上攻撃搭乗員ではルーデルの次に多い出撃回数である）、ルーデルとの付き合いは最も長い。後部機銃でソ連軍の戦闘機を撃墜、騎士鉄十字章を受章するなど、卓越した腕前でルーデルからの信頼が篤く、現存するヘンシェルとルーデルの写真からもその関係がわかる。1944年3月20日、ヤンポール橋の破壊の際に攻撃を受けて不時着した新米の僚機乗員2人を救出するために着陸し、ルーデル機に載せて離陸しようとしたものの車輪が泥にはまったため機体を捨てて4人で逃走。氷点下に近い水温のドニエストル川を泳いでの横断中に体力が持たずに沈み、ルーデルの救出も虚しくヘンシェルは溺死し、ルーデルは彼の死に大変なショックを受けた。26歳没。最終階級は兵長。

### ロートマン
ロートマン（Rothmann）はヘンシェルの後任の機銃手。フルネームは不明。機銃手となった当時の階級は一等軍曹。元々はJu 87の整備兵であり、正式な機銃手ではなかった。しかしヘンシェルが戦死した1944年3月下旬は、ソ連軍が東部戦線南翼の崩壊を意図して北からドニエステル川を越えてルーマニア領内に攻め込む一大攻勢に出ていた時期であり、どの部隊も出撃に大わらわで容易に機銃手を選抜できる状況ではなかった。こうした事情により、苦肉の策としてロートマンを後席に載せたものだと思われる。そのため、実戦では20数機のP-39に囲まれたことで落ち着きを失ってしまい、「Rothmann, schießen!（ロートマン、とにかく撃ちまくれ！）」と何度もルーデルに叱咤されている。経緯は不明（原書では、この出撃でナーバスになったことを思わせる記述がある）だが、この後ルーデルの後席で実戦に参加することはなかった。しかし、以後も第2地上攻撃航空団（Schlachtgeschwader 2）には整備兵として所属しており、1944年12月の写真ではルーデル、ガーデルマンと共にいるロートマンの姿が確認できる。最終階級は不明。

### エルンスト・ガーデルマン
エルンスト・ガーデルマン（Dr. med. Ernst Gadermann）はロートマンの後任の機銃手。出撃回数は850回を超え、騎士鉄十字章を授与されている。1913年12月25日生まれ、ドイツ・ヴッパータール出身。1941年10月、軍医として第2急降下爆撃航空団第III飛行大隊（III./StG2）に配属され、当時中尉であったルーデルと出会う。両者とも非常にスポーツが好きだという共通点があったためすぐ親友同士となり、一般兵に交じってルーデルと訓練を受けるガーデルマンの姿がよく見受けられたという。1941年の冬から後部機銃手として勤務し始めたが、誰かの専属の機銃手にはならずにいた。しかし、後席としての確かな技量と、医者であることによる必要な医療の提供は、全てのパイロットから絶大な信頼を寄せられるに至った。1944年5月、親友のルーデルが専属の機銃手を亡くしたこともあり、同機に着任。ルーデルが右脚を失う1945年2月9日まで出撃をこなした。2月9日以降もガーデルマンが機銃手を務めるはずだったが、ルーデルがベルリンの病院を退院した際には西部ドイツのブラウンシュヴァイクに居り、制空権がとられ交通も麻痺した状態では移動もままならず、結局戦争中に2人が再会することはなかった。その後、米軍の捕虜になるもすぐに釈放され、ヴッパータールの実家に帰郷している。
専門は循環器で、撃墜されて負傷したルーデルに応急処置を施すこともあった。1945年2月8日にルーデルが右脚を吹き飛ばされた際には、意識を失ったルーデルを炎上する機体から引きずりおろし、さらに止血を施すことでその命を救っている。最終階級は少佐。二級鉄十字章、一級鉄十字章、ドイツ黄金十字章（1943年10月17日）、騎士鉄十字章（1944年8月17日）を受章。戦後は医師として活動し1972年のミュンヘンオリンピックでは医学教授陣のチーフを務める。1973年11月26日のハンブルクでの講演中に心臓発作を起こし死去。59歳没。ソ連軍エース・パイロットであるレフ・シェスタコフ大佐を後部機銃で撃墜した人物として挙げられるが、シェスタコフが行方不明になった1944年3月13日はガーデルマン着任〈1944年5月〉の2ヶ月前の出来事であり、その時はまだヘンシェルが着任していた時期である。ただし、ルーデルの伝記にはこの日はガーデルマンが座っていたという記述があり、訳あってヘンシェルと交代していたと思われる。
1972年にルーデルと語り合うガーデルマンの写真が残されている。

### エルンスト・ニールマン
エルンスト＝アウグスト・ニールマン（Ernst-August Niermann）はガーデルマン後任の機銃手。もともと、第2地上攻撃航空団には従軍記者として派遣されていたが、ルーデルの後席に任官する前からすでに何度も出撃を重ねていたベテランであった。最終出撃回数は600回を超え、ドイツ十字章金章を授与されている（1943年2月23日）。ルーデル曰く「愉快な男」で、米軍機の空襲を受けた際に、防空壕から飛び出して本職顔負けの映像を撮るなど、並はずれた度胸の持ち主であった。ルーデル機には1945年3月31日に後部機銃手として着任。ルーデル最後の出撃である5月7日にも後席におり、キッチンゲンにてルーデルらと共に米軍に投降した。その後の捕虜生活でも常にルーデルと一緒に居たが、一介の軍事報道員であったためルーデルに先んじて釈放されている。戦後はルーデルとアルゼンチンへ渡るなど、部隊解散後も行動を共にし続けた。最終階級は大尉。

## 上官・同僚

### エルンスト・ステーン
エルンスト＝ジークフリート・ステーン（Ernst-Siegfried Steen）はルーデルにとって恩師に当たる人物である。1912年9月25日生まれ。ドイツ・シュレースヴィッヒ＝ホルシュタイン州・キール出身。彼はラパロ条約によりソ連で航空訓練を受け1935年の再軍備とともにルフトヴァッフェに入隊した古参パイロットの内の一人であり、対フランス戦では中尉として第2急降下爆撃航空団に所属・戦闘に参加。急降下爆撃に非凡な才能を持ち、バトル・オブ・ブリテンでは15,240トンのイギリス艦船を撃沈する戦果を挙げる。1941年8月1日、第2急降下爆撃航空団第III飛行大隊（III./Stuka-Geschwader 2、III./StG 2）指揮官に着任。この日、以前から何かと目にかけてきたルーデルも一緒に第III飛行大隊に転属してくることで、それ以来、戦闘経験の少ない彼に急降下爆撃の秘訣を教え込んでいる。しかし9月23日、彼にとって第300回目の出撃であるこの日、二番機のルーデルが特訓の成果を見せて見事マラートを撃沈するものの、ステーンは同日のキーロフ攻撃でシャルノヴスキーと共に戦死する。ステーンは戦死後、東部戦線に従軍したシュトゥーカパイロットとして初の騎士鉄十字章を授与されることとなった（1941年10月17日）。28歳没。最終階級は大尉。
ステーンは経験豊富な同僚たちに引け目を感じていたルーデルにも分け隔てなく接し、隊でも人徳者として有名であった。ルーデルは常にステーンにつき従い、一緒に森を散歩するなど気心の通じ合った仲だったため、その死にはひどいショックを受けたという。彼はステーンについて「真に偉大な人間である」と述べ、「のちの私の功績は、ステーンに負うところが多い」と尊敬の念を交えて著書に記述している。
戦争中に所属した部隊は順番に第2急降下爆撃航空団第III飛行大隊（中隊長）、第76急降下爆撃航空団第II飛行大隊、第3急降下爆撃航空団、第2急降下爆撃航空団第I飛行大隊、第2急降下爆撃航空団第III飛行大隊（指揮官）。
受章勲章は二級鉄十字章（1939年9月15日）、1938年10月1日記念メダル（1939年10月1日）、Za obranu Slovenska Javorina Orava（チェコスロバキアの勲章。1940年3月14日）、一級鉄十字章（1940年5月28日）、パイロットバッジ（ブルガリアの勲章。1941年3月1日）、Frontflugspange für Kampfflieger in Silber（1941年5月）、Frontflugspange für Kampfflieger in Gold（1941年7月3日）、騎士鉄十字章（死後受章。1941年10月17日）、Goldene Buch der Flieger（死後受章。1942年1月15日）、Flugzeugführerabzeichen（時期不明）、Dienstauszeichnungen der Wehrmacht 4.Klasse, 4 Jahre（時期不明）。

### フリードリッヒ・“フリドリン”・ベッカー
フリードリッヒ・ベッカー（Friedrich Becker）はルーデルの同僚であり、ルーデルが第2急降下爆撃航空団第III飛行大隊指揮官となったときから、常に参謀役としてルーデルを支え続けた人物である。
ルーデルは彼を“第III大隊員の母親のような人物”だと述べ、どんな危機的状況でも常に事態を把握していたと述べている。ルーデルとベッカーは親友同士であり、部隊の皆からも「フリドリン」と愛称で呼ばれていた。
ベッカーは1943年5月1日に大尉として第2急降下爆撃航空団第III飛行大隊の大隊副官に任命され、1944年4月1日には少佐となった。1945年4月には第2地上攻撃航空団本部付の参謀将校として航空団副官に昇進し、副司令として事務的業務を受け持っていた。
その後もベッカーは部隊と行動を共にし、ルーデルやニールマンと共に終戦まで生き残った。しかし、敗走中の地上部隊を指揮して西側の英米軍占領地を目指していたところ、チェコにおいてソ連軍と現地ゲリラの襲撃を受け死亡した。最終階級は少佐。

### ヘルムート・フィッケル
ヘルムート・フィッケル（Helmut Fickel）は、ルーデルの副官であり、また戦闘時はルーデルの僚機（2番機）として出撃したパイロットである。1921年11月27日生まれ、ドイツ・テューリンゲン州・シュマルカルデン＝マイニンゲン
出身。1940年1月10日徴兵され、航空学校に送られたフィッケルは、1943年2月に第2急降下爆撃航空団第III飛行大隊第8中隊（8./III./SG2）に配属された。1943年3月10日ポルタワ近郊に初出撃する。そして、1943年10月15日から1944年の夏までの間、フィッケルはルーデルの副官として、また僚機（ウィングマン）として500以上の任務に出撃した。また、しばしばフィッケルはルーデルと2機だけで対戦車攻撃に出撃し、そのほとんどで成功していたため、大隊では有名な存在であった。1943年の終わりまでには、最も才気あふれるシュトゥーカパイロットの一人として頭角を現し、1944年11月に第2地上攻撃航空団第III飛行大隊第9中隊（9./III./SG2）の指揮官に任命される。以後、終戦まで中隊指揮官として戦闘を続けた。
1944年夏、彼の機体は対空砲火を受けソ連軍の前線に不時着する。しかし、フィッケルと彼の通信士は敵の砲火をかいくぐって着陸したルーデルによって救われた。
戦争中、フィッケルは3回撃墜されるも、負傷することはなかった。また、その内2回を戦場に強行着陸したルーデルによって救われている。そして、戦争の終わりまでに800回以上の出撃回数を記録し、1945年5月にイギリス軍の捕虜となって終戦を迎えた。
騎士鉄十字章（1944年6月9日、550回出撃による）を受章しているが、この時授けたのはルーデルであった。戦後は幸せな晩年を送り、2005年4月6日に亡くなった。最終階級は中尉。

## エピソード
- 対空砲で右足を失う大怪我を負ったこともあるが「左足が残っているからどうでもいい！それよりこの祖国の危機に出撃できないのが悲しい」と慨嘆した挙句、全治半年の診断なのに義足を装着して六週間後には病院から脱走し、書類を偽造して出撃。しかし破壊者不明の戦車が多すぎてすぐにバレてしまった。
- ドイツの降伏を知った際「ああ、ドイツは負けたのか…」と意気消沈し、帰還。その最中、ソ連戦闘機を発見し「昨日と今日でそう急にやることが変わってたまるか」と撃墜。
- 時を経るにつれ、ヒトラーの大ファンであったこと、元国防軍将校というだけではなく、呼ばれた講演会でなんの政治的な思慮もなく「第二次世界大戦はドイツの生存権のための戦争」と擁護し当時すでにドイツ社会の共通認識ではなくなっていた国防軍神話を展開したことなどから、段々腫れ物のように扱われるようになっていった。
- ネット上などでは、スターリンから名指しでソ連人民最大の敵と評され、10万ルーブル（現在の日本円にして、およそ5,000万 - 1億円）の賞金をかけられたという出典不明の都市伝説が広まっている。これらの都市伝説は、少なくとも2003年頃にはすでに形成されていた。。1971年の『Stuka at war』では、著者のPeter C.Smithがルーデルの活躍を評して「総統自らが彼のためにデザインした特別勲章と、ソ連における"人民の敵ナンバーワン"の称号を得た！」とする一文があり、これが都市伝説の元と思われるが、スターリンが名指しでそう呼んだとする記述はない。[39][注釈 4]

## 発言集
- 「それにしても勘のにぶい軍用犬だ」（1944年3月20日、撃墜されソ連軍から逃亡中、ソ連軍の軍用犬に対して）
- 「今、このまま帰国する気持ちにはなれない」（1944年3月24日、満身創痍の状態にて帰還した際に）
- 「すべてが静かに、まるで死んだように見える」（1944年3月27日、戦車26輌撃破後の偵察飛行中にて）
- 「ガーデルマンは肋骨を三本折っていた。休養などはとっていられない。すぐに出撃だ！」（1944年11月、撃墜され自分も重傷を負った状態で帰還した際に）
- 「総統、もし私が飛行大隊と行動を共にするのが許されないのでしたら、私は受賞と昇進とを辞退申し上げたいと存じます」（1945年1月1日、黄金柏葉剣付ダイヤモンド騎士鉄十字章の授章式でヒトラーに対して）
- 「イワンめ、また新型を造りおったか」（1944年10月末、発見したソ連軍の新型戦車に対して）
- 「よし行こう。すぐ退院だ」（1944年10月、入院先でソ連軍の侵攻を聞いて）
- 「ちょっと試験飛行をしただけです」（1945年、無断出撃について問い詰めてくる上官に対して）
- 「もうスキーも高飛びも出来ないが、脚が片方残っているからどうでもいい」（1945年2月9日、右脚を失った際に）
- 「ただ一つ大事なことは、この現在の危急存亡の時に際して、私が少なくとも数週間飛べないということだ」（1945年2月9日、同上）
- 「昨日と今日で、そう急に変わってたまるものか」（1945年5月7日、航空機でソ連軍包囲網を脱出しアメリカ軍へ投降しに向かう途中に襲ってきたソ連軍戦闘機に対して）
- 「ここはドイツだ。英語が話せたって、ドイツ語以外は喋ろうと思わない。どんな敬礼をしようと君らの知ったことではあるまい。我々はドイツ軍人としての敬礼法を教わり、それをそのままやっているだけの話だ。シュトゥーカ隊は空の戦いで敗れはせぬ。我々は囚人ではない。ドイツ兵は全ての戦闘に負けたものではなく、ただ物量の重圧に屈したからに過ぎない。我々がここに来たのも、ソ連地域にとどまるのを欲しなかったからだ。 ま、そんなことはどうでもいい。身体を洗わせてもらいたい。それから何か食べ物が欲しい」（1945年5月7日、降伏時にアメリカ軍将官と対面した際、英語を話せるかと通訳に問われたときの返答）
- 「真実を真実として告げるのが、なぜ典型的なのだろう。それが、どうして非難の口ぶりで語られねばならないのか」（降伏時にアメリカ兵から典型的なナチ将校だと罵られた時の返答）
- 「わたしには、これという秘訣はなかったのだが……」（1945年、敗戦後に「何故あのような遅い機体（Ju87）であれだけ出撃（2500回）し、生き残ることが出来たのか？」と尋問をする英米軍将校に対して）
- 「操縦が恐ろしく難しい機体」（Ju87G型について。事実、Ju87に37mm砲2門を搭載したことで飛行時の安定性は著しく低下しており、些細な操縦ミスでもバランスを崩し墜落する危険性があった。）

## 著作
- Trotzdem. Kriegs- und Nachkriegszeit, Schütz, 1950 (mehrere Neuauflagen, darunter ISBN 3877250475)
  - STUKA PILOT　LYNTON HUDSON訳　（Trotzdemの改訂・英訳版）ISBN 1847689248、ISBN 978-1847689245等
  - 『爆撃行』　高木真太郎訳、日本出版共同株式会社、1953年 （STUKA PILOTの和訳）
  - 『急降下爆撃』　高木真太郎訳、朝日ソノラマ、1982年
  - 『急降下爆撃』　高木真太郎訳、学習研究社、2002年、ISBN 4059011541
  - 『急降下爆撃』　並木均訳、ホビージャパン、2019年、ISBN 9784798620909
- Wir Frontsoldaten zur Wiederaufrüstung, Dürer-Verlag, 1951　ASIN B0000BN1RF
- Dolchstoß oder Legende?, Dürer-Verlag, 1951　ASIN B0000BN1RD
- Von den Stukas zu den Anden　ISBN 3-938392-18-5, ISBN 978-3-938392-18-8
- Mein Kriegstagebuch: Aufzeichnungen eines Stukafliegers　ISBN 3-938392-05-3, ISBN 978-3-938392-05-8
- Zwischen Deutschland und Argentinien - Fünf Jahre in Übersee　ASIN B002HXTAQ8
- Mein Leben in Krieg und Frieden　ISBN 3920722221, ISBN 978-3920722221
- Fliegergeschichten: Sonderband Nr. 13 "Der Kanonenvogel"　ASIN B0000BI3PH
- Aus Krieg und Frieden : Aus den Jahren 1945 und 1952　ASIN B0025Y0C6Q
- Es geht um das Reich　ASIN B0000BN1RE